# 15115 Yvonneroe
15115 Yvonneroe (2000 DA7) là một tiểu hành tinh vành đai chính được phát hiện ngày 29 tháng 2 năm 2000 bởi J. M. Roe ở Oaxaca.